# Friedrich Revertera von Salandra

Friedrich Graf Revertera von Salandra (um 1864)

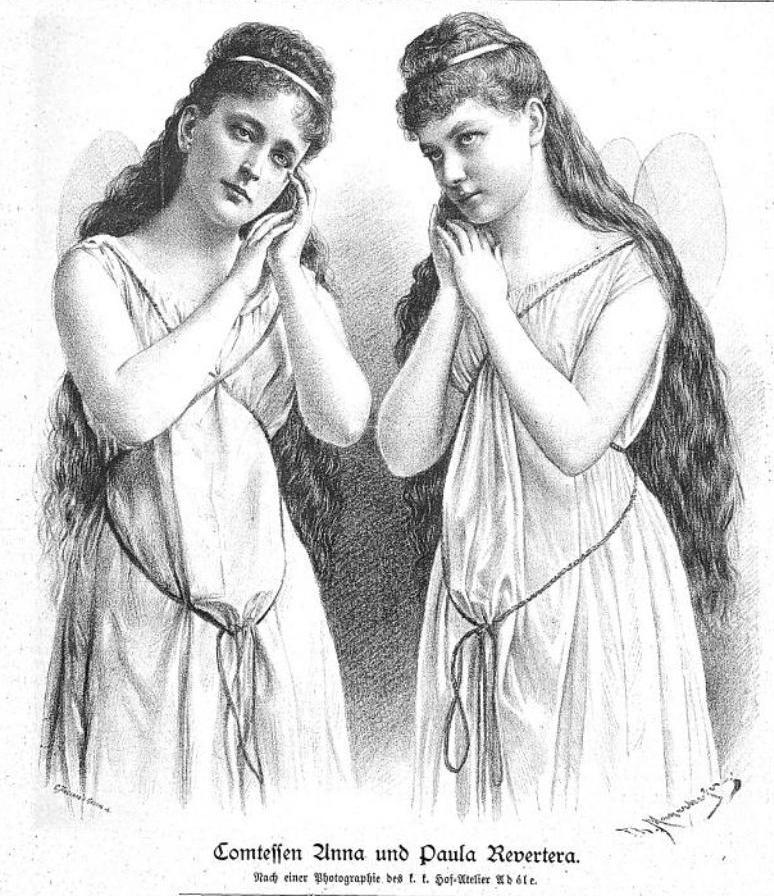
Anna und Paula Revertera von Salandra

Friedrich Graf Revertera von Salandra (* 21. Jänner 1827 in Lemberg, Galizien; † 28. April 1904 in Brixen, Tirol) war ein österreichisch-ungarischer Diplomat und Politiker.

## Herkunft
Die katholische, als konservativ geltende Adelsfamilie Revertera-Salandra, ursprünglich aus Katalonien, war 1771 aus dem neapolitanischen Salandra nach Österreich eingewandert. Seine Eltern waren der k. k. Major Anton Revertera von Salandra (1786–1867) und dessen Ehefrau Anna Marie von Hartmann (1800–1881), eine Tochter des  k. k. Regierungsrats Friedrich Ludwig von Hartmann († 1844).

## Leben
Revertera-Salandra studierte 1846/47 Rechtswissenschaft an der Universität Wien, wurde Beamter an der Niederösterreichischen Landesregierung und nahm als Offizier an den Feldzügen 1848/49 in Italien und Ungarn teil. 1850 trat er in den diplomatischen Dienst und arbeitete an den Botschaften in München, Berlin, Stuttgart, Stockholm und Paris. 1859 wurde er Legationsrat in Sankt Petersburg. Nach dem Deutsch-Dänischen Krieg 1864 diente er kurzfristig als ziviler Verwalter für Schleswig und Holstein. Ab 18. Juli 1864 amtierte er als Botschafter in Sankt Petersburg, bis er am 14. April 1868 wegen Differenzen mit Ministerpräsident Beust zurücktrat.
Zwischenzeitlich im Ruhestand, widmete sich Revertera-Salandra der Bewirtschaftung seiner Güter in Erlach und Tollet und wurde 1869 als Vertreter der Großgrundbesitzer Abgeordneter im Niederösterreichischen Landtag. 1885 zog er in das Herrenhaus des Reichsrats ein. Er beteiligte sich stark am Ausbau und der Organisation des österreichischen Eisenbahnwesens sowie an der katholischen Sozialpolitik nach dem Frankfurter Katholikentag 1882. Dennoch lehnte er die Politik der Christlichsozialen und deren Antisemitismus ab.
1888 wurde Revertera-Salandra für den auswärtigen Dienst reaktiviert und als Botschafter an den heiligen Stuhl entsandt. Am Höhepunkt der Krise zwischen dem Papst und dem neuen italienischen Staat offerierte er Leo XIII. im Auftrag des Kaisers ein Refugium in Österreich. 1901 kehrte er nach Österreich zurück.

## Familie
Revertera heiratete 1863 in St. Petersburg Elisabeth von Buturlin (* 20. September 1843; † 6. Januar 1899), eine Tochter des russischen Generalleutnants und Mitglied des Kriegsrats des Zaren Nikolaj Alexejewitsch von Buturlin († 1867). Das Paar hatte mehrere Kinder:
- Maria Theresia Elisabeth Antoinette (* 15. Oktober 1864; † 1933) ⚭ 1907 Graf Emanuel Széchényi von Sarvari-Felsővidék (* 30. Juli 1858; † 29. Dezember 1926), Minister a. D.
- Nikolaus Georg (1866–1951), Diplomat ⚭ Olimpia Aldobrandini (1868–1928)
- Anna Maria Elisabeth Petronilla  (* 1. August 1867; † 4. Juli 1937)
- Paula Dominika Maria Mathilde  (* 12. Oktober 1869; † 5. Dezember 1939)
- Carl Anton Maria Nikolaus (* 26. April 1876; † 19. August 1916)
- Valentin Felix Maria  (* 30. Juli 1879; † 22. Januar 1959) ⚭ 1909  Anna Adolf van Assen (1882–1923) (Transvaal)